# Delia lupinoides
Delia lupinoides este o specie de muște din genul Delia, familia Anthomyiidae, descrisă de Griffiths în anul 1993. Conform Catalogue of Life specia Delia lupinoides nu are subspecii cunoscute.